# NGC 106
Az NGC 106 egy lentikuláris galaxis, 270 millió fényévre a Földtől, a Halak csillagképban. Francis Leavenworth fedezte fel 1886-ban.